# Малий Глибочок
Мали́й Глибочо́к — село в Україні, у Збаразькій міській громаді Тернопільського району Тернопільської області. Розташоване на півночі району. До 2020 підпорядковане Базаринській сільраді.
Населення — 111 осіб (2001).

## Історія
Поблизу села виявлено археологічні пам'ятки доби мезоліту.
12 червня 2020 року, відповідно до Розпорядження Кабінету Міністрів України від  № 724-р «Про визначення адміністративних центрів та затвердження територій територіальних громад Тернопільської області», село увійшло до складу Збаразької міської громади.
19 липня 2020 року, в результаті адміністративно-територіальної реформи та ліквідації Збаразького району, село увійшло до складу новоутвореного Тернопільського району.

## Пам'ятки
Є церква святого Володимира Великого (1997).
Фігура, збудована в 1997 р.
Про населені пункти Базаринської сільради видано книгу М. Грозовського «Чотири села над Гнізною» (Т., 1997).

## Галерея

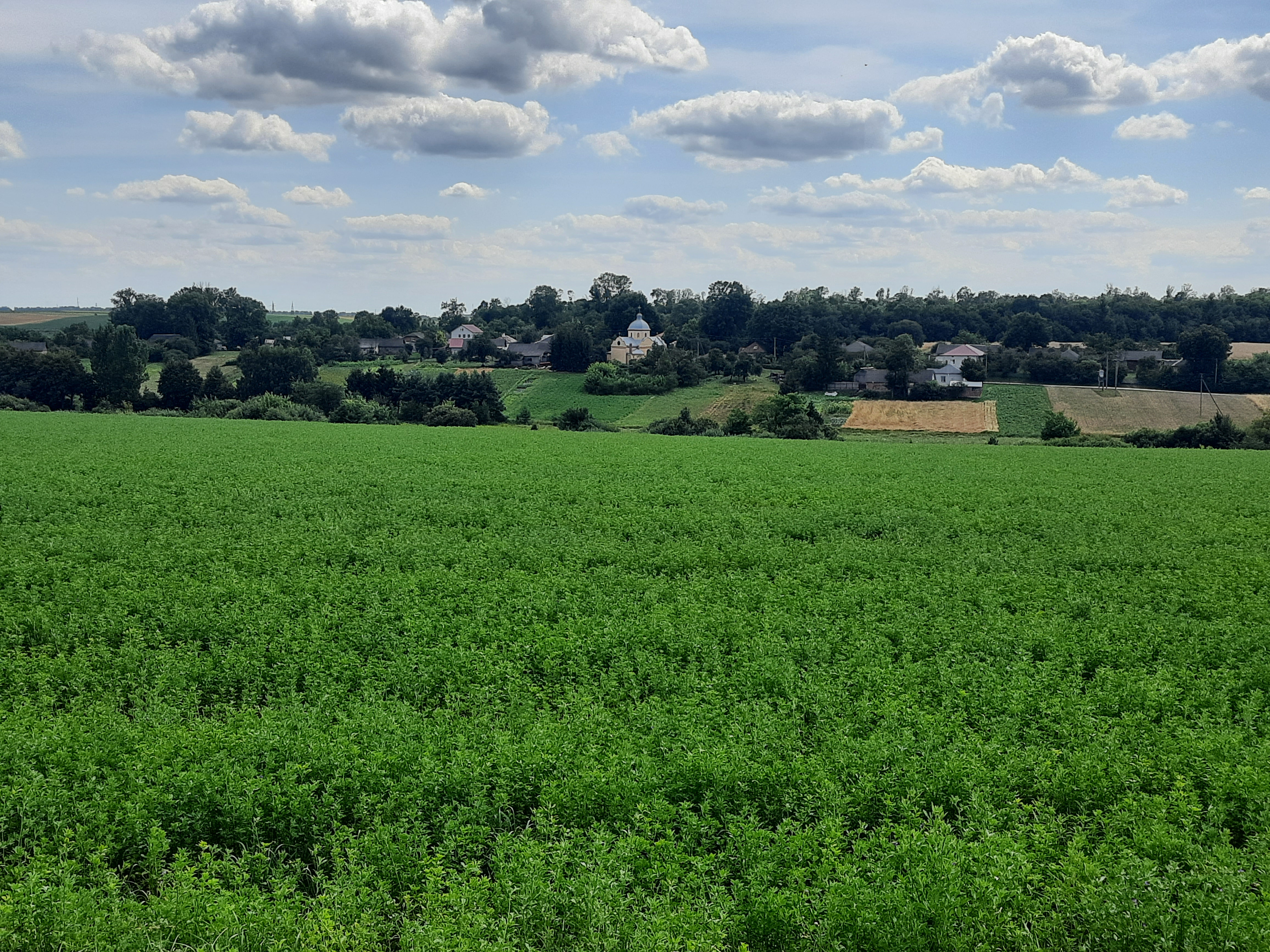
Вигляд на село
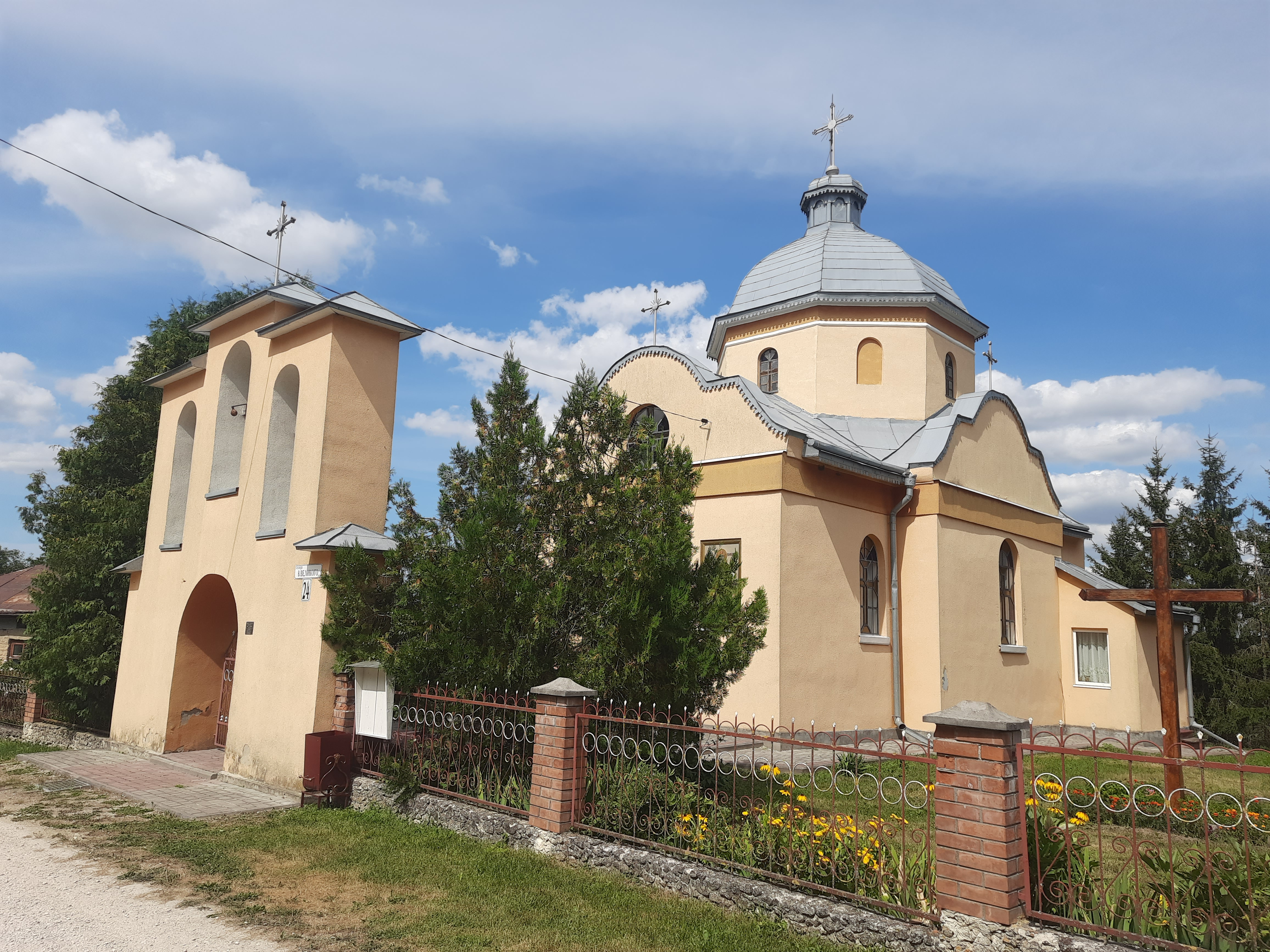
Церква Святого Володимира Великого
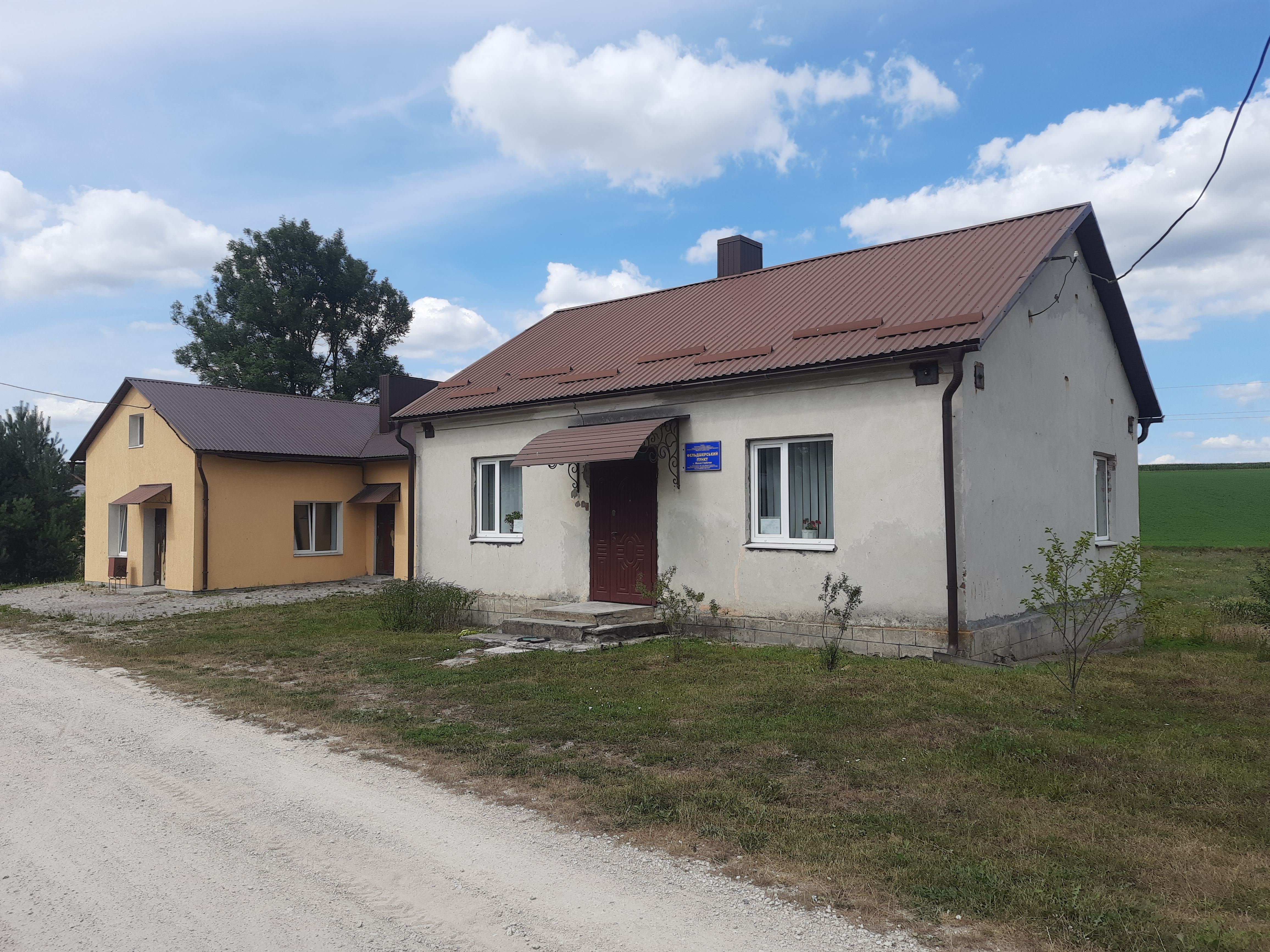
Фельдшерський пункт
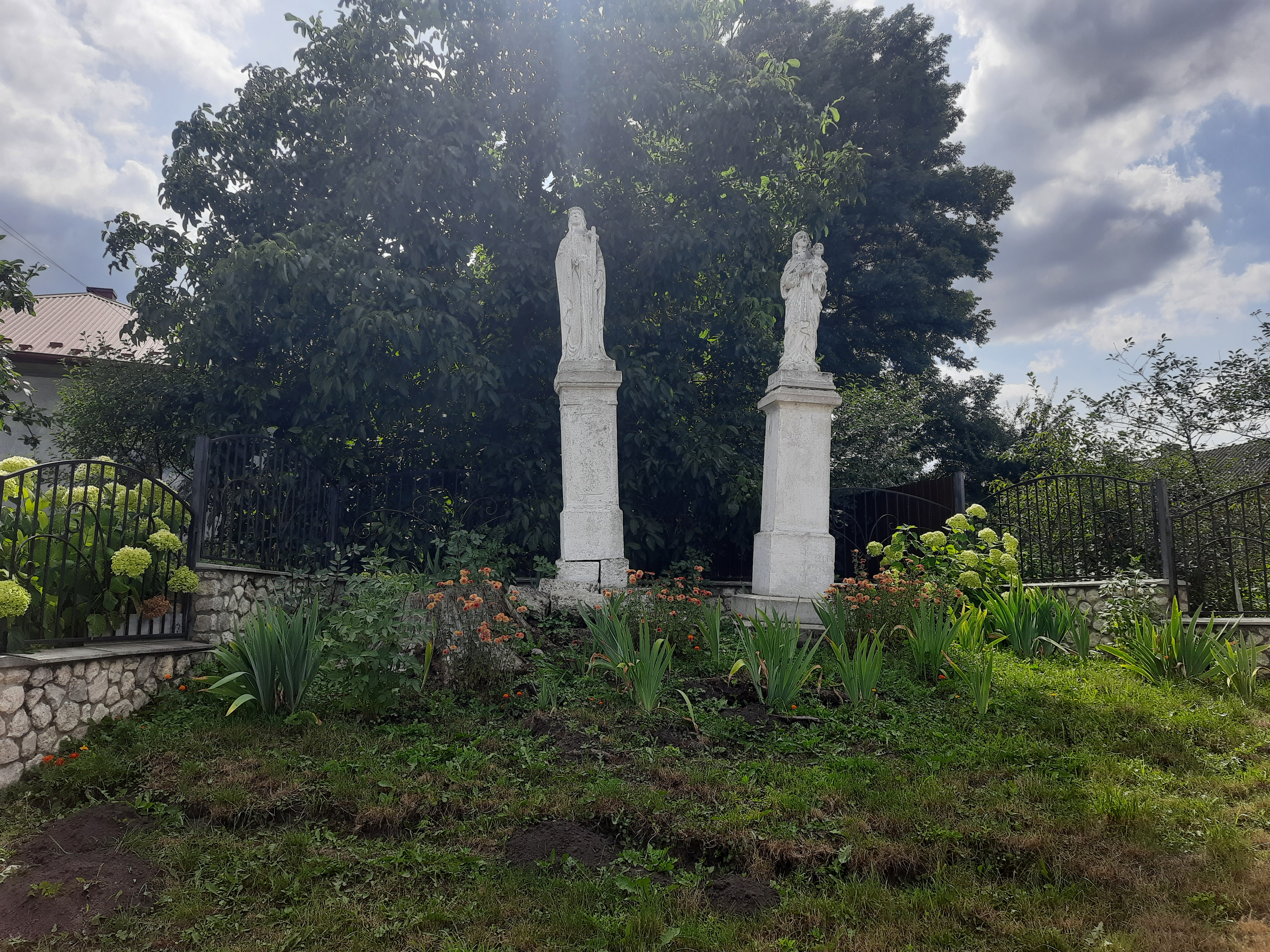
"Фігури"